# Seznam vrcholů v Hrubém Jeseníku

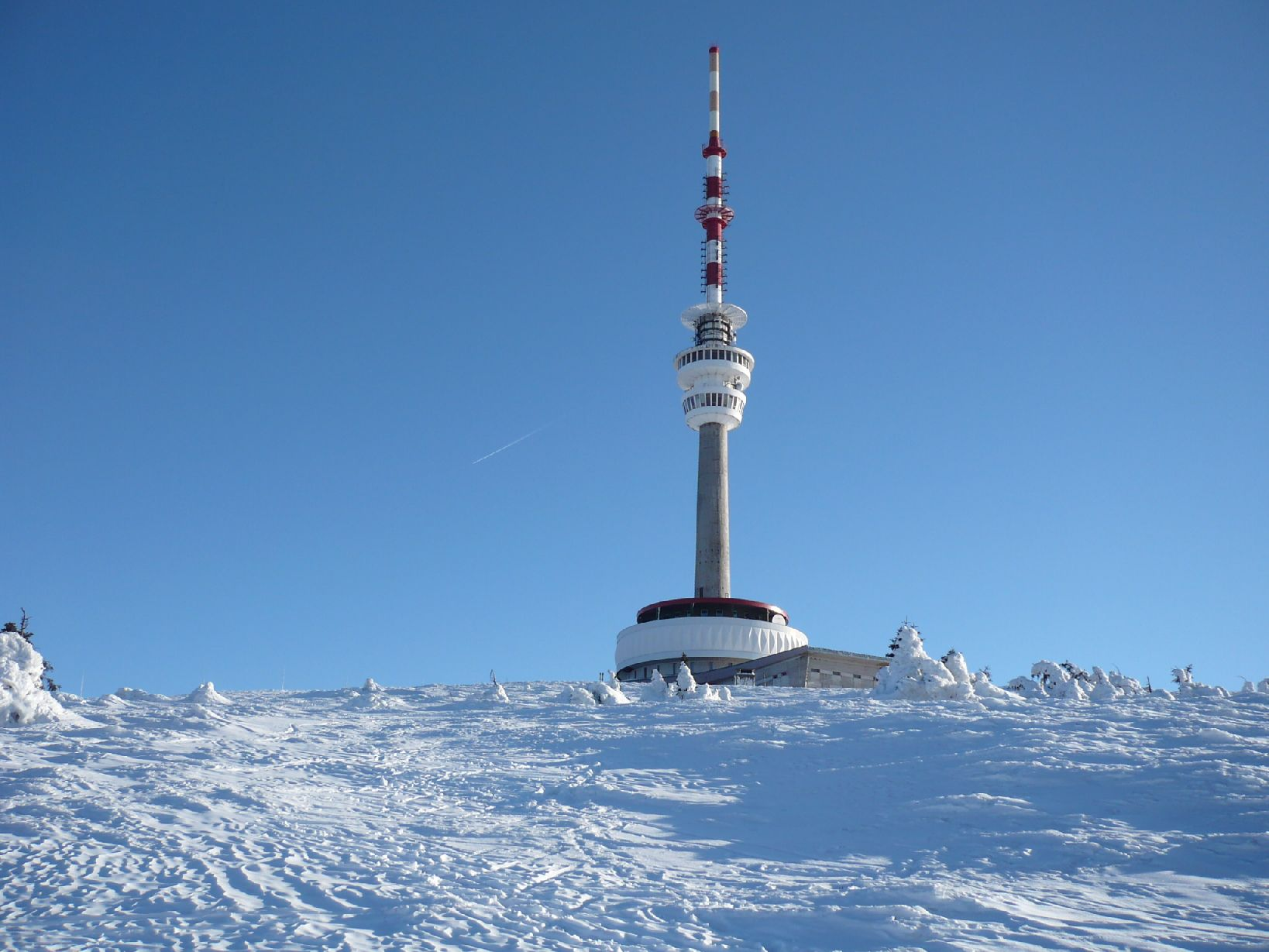
Praděd, 1491 m n. m.

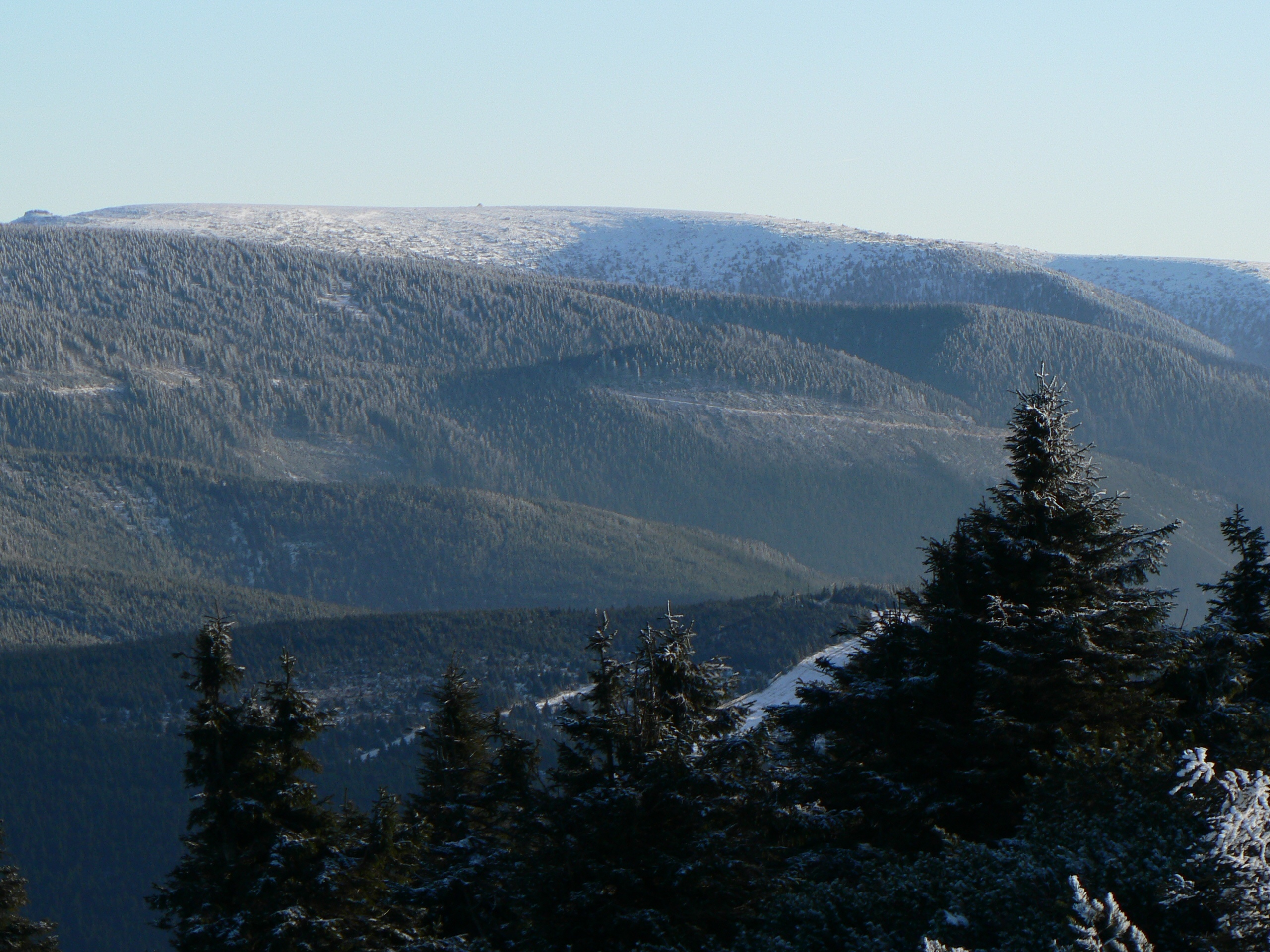
Vysoká hole (pohled z Červené Hory), 1465 m n. m.

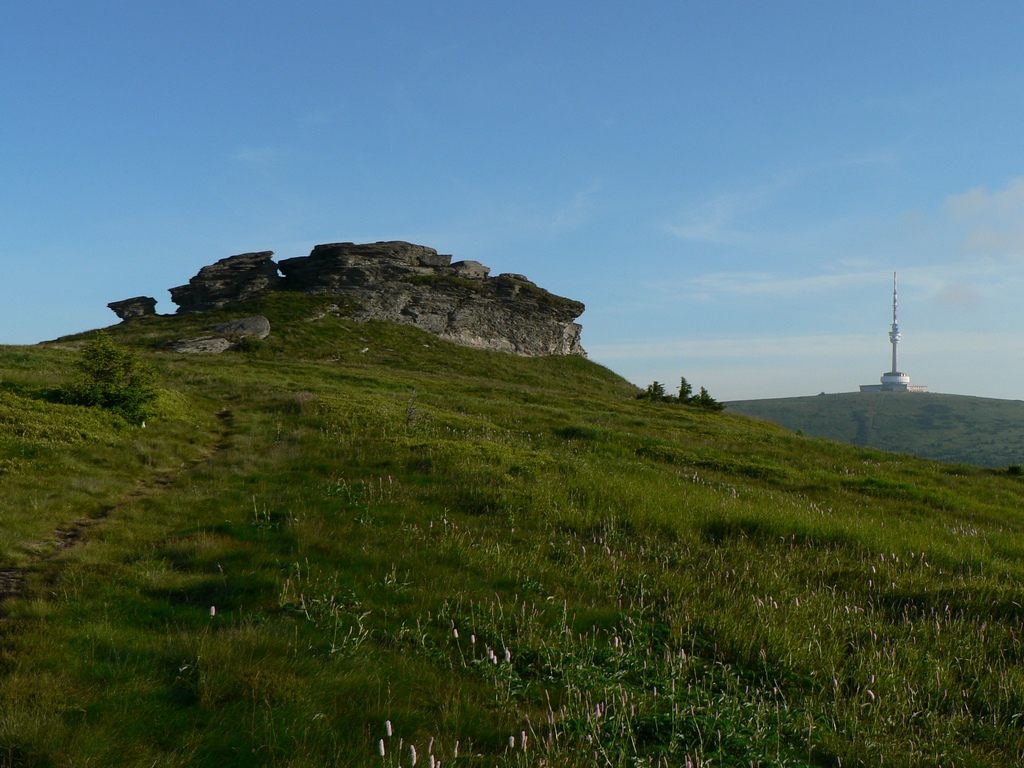
Petrovy kameny, 1447 m n. m.

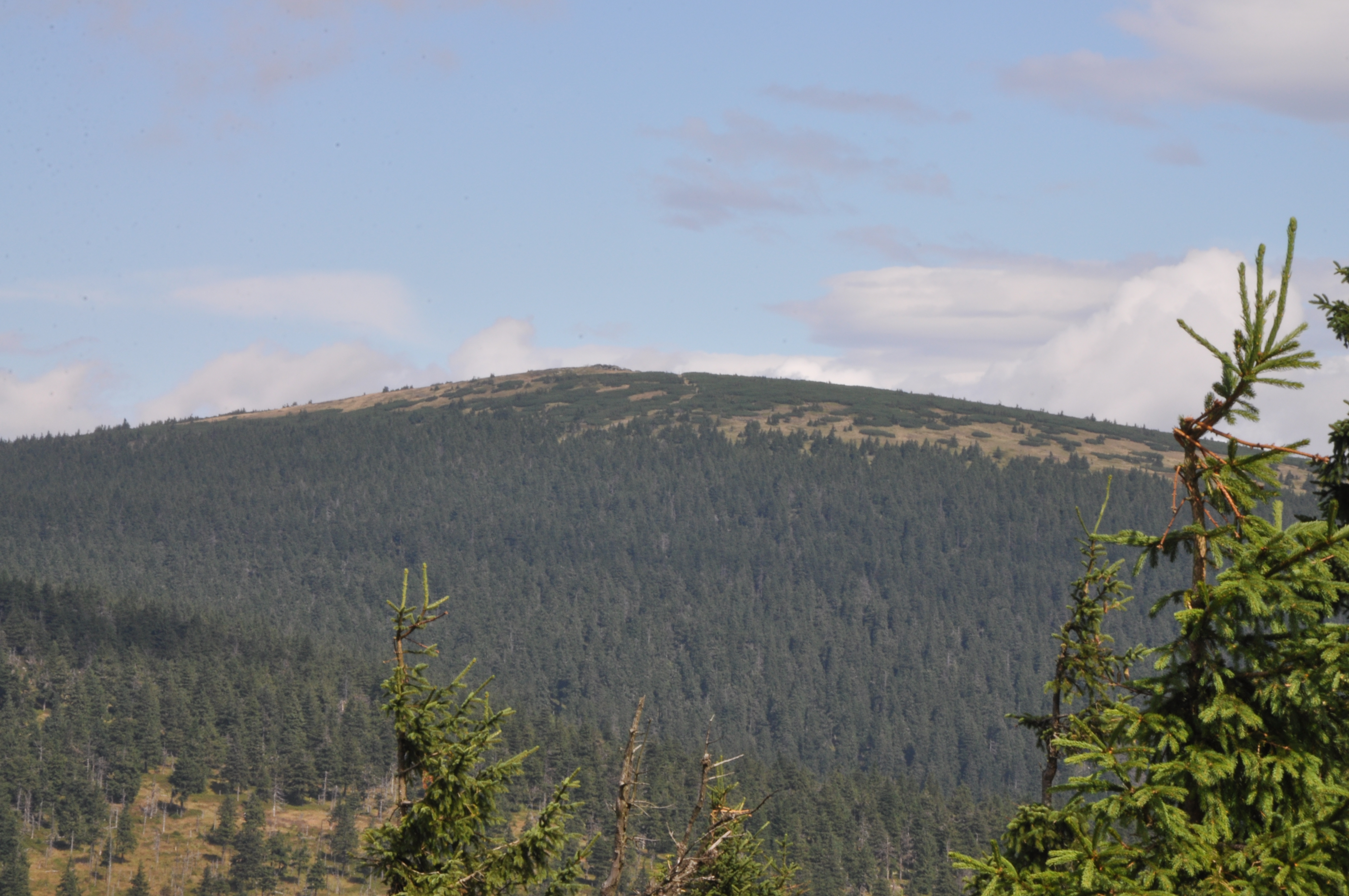
Keprník, 1423 m n. m.

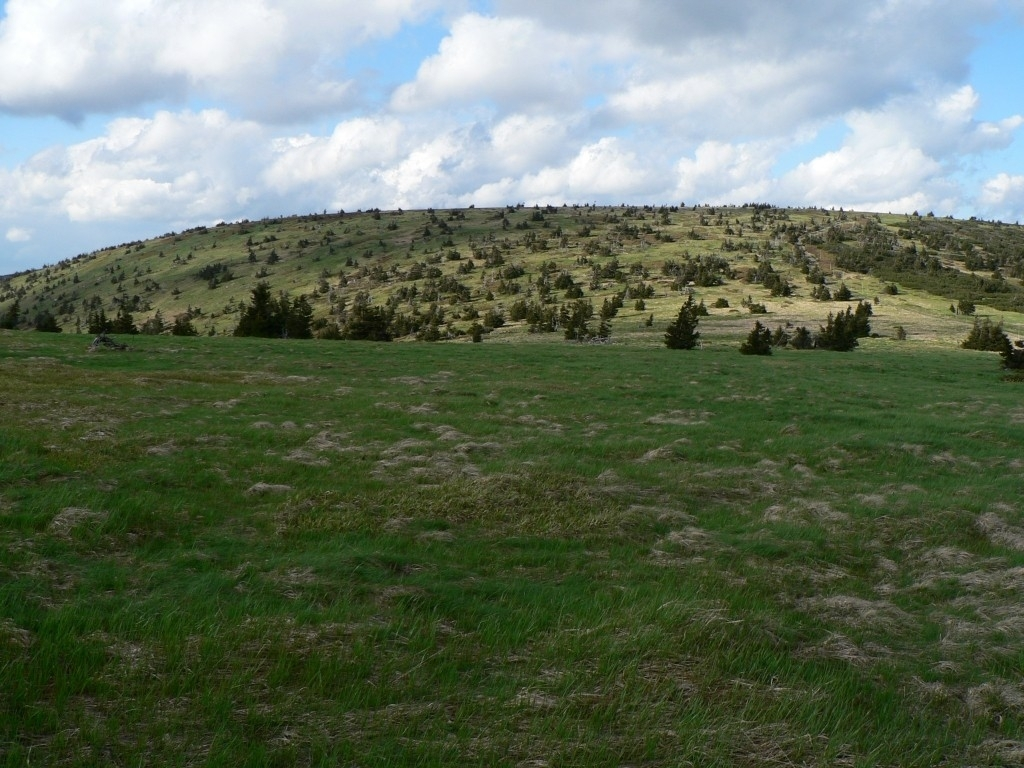
Velký Máj, 1385 m n. m.

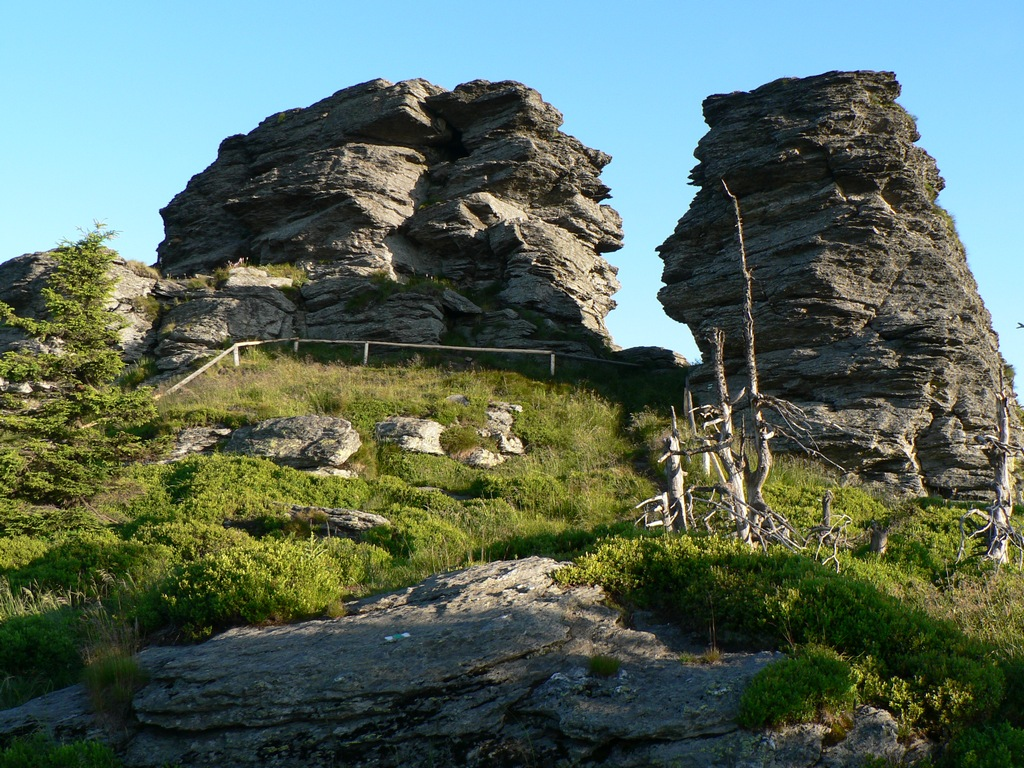
Vozka, 1377 m n. m.

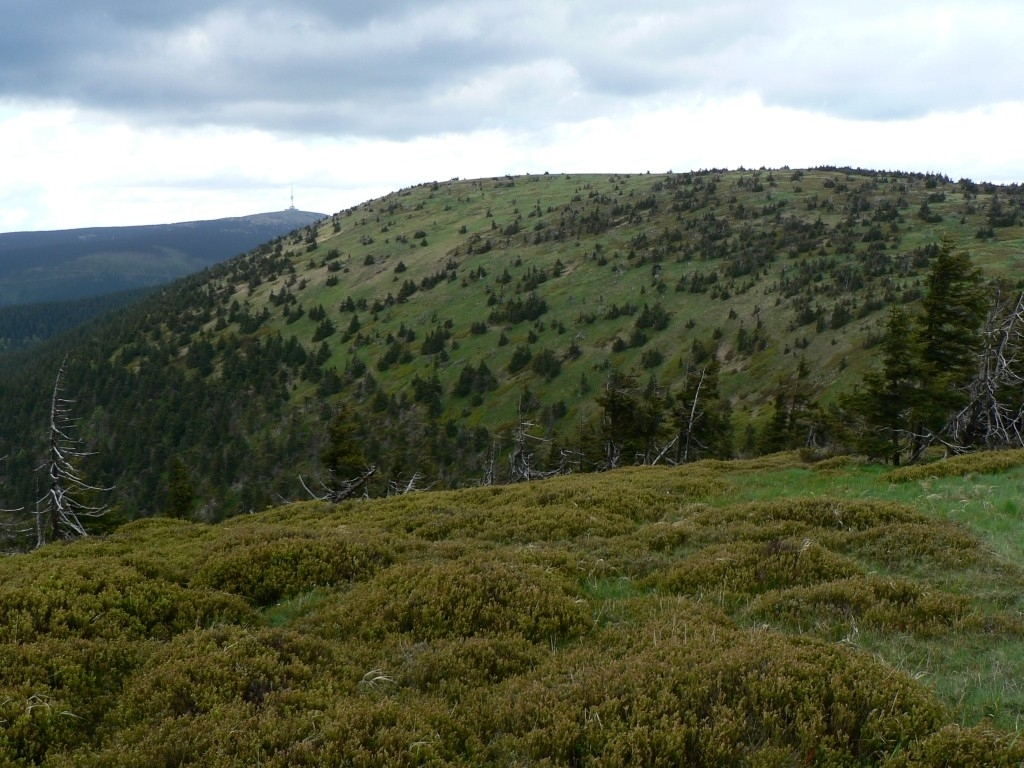
Jelení hřbet, 1367 m n. m.

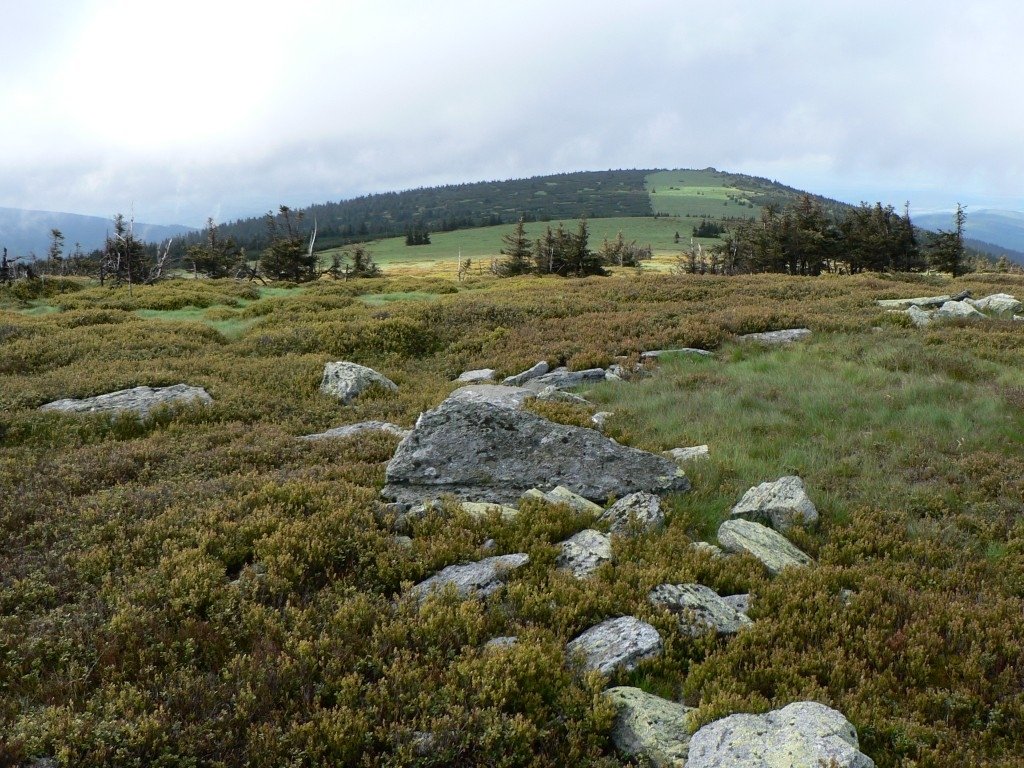
Břidličná hora, 1358 m n. m.

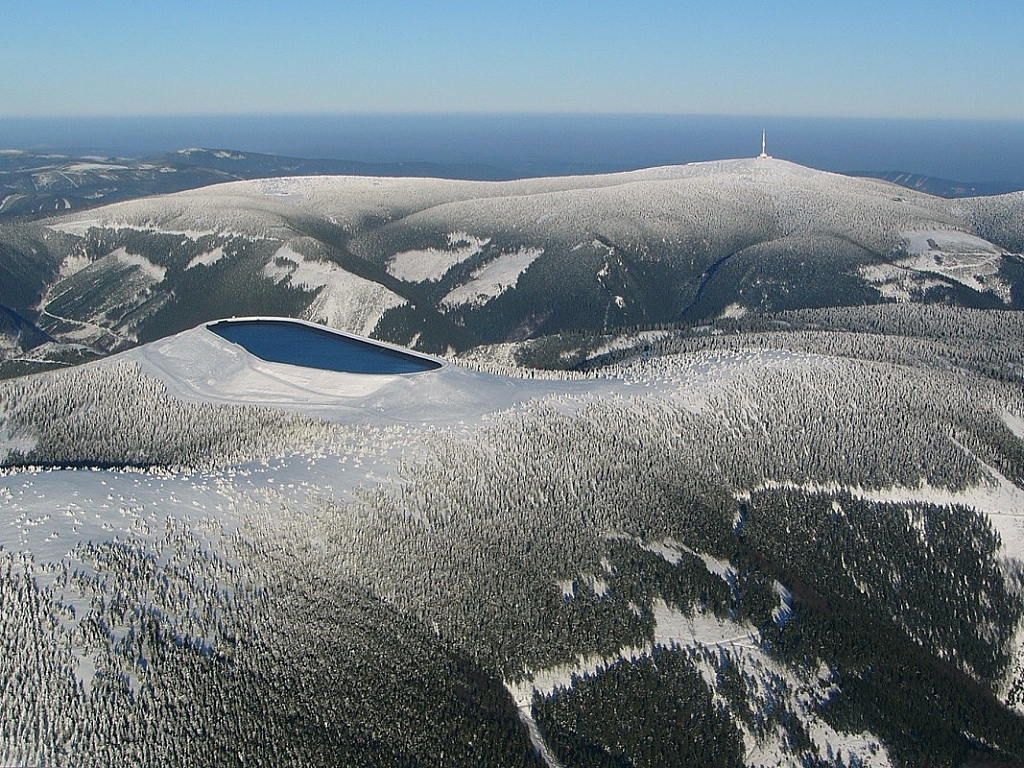
Dlouhé stráně, 1354 m n. m.

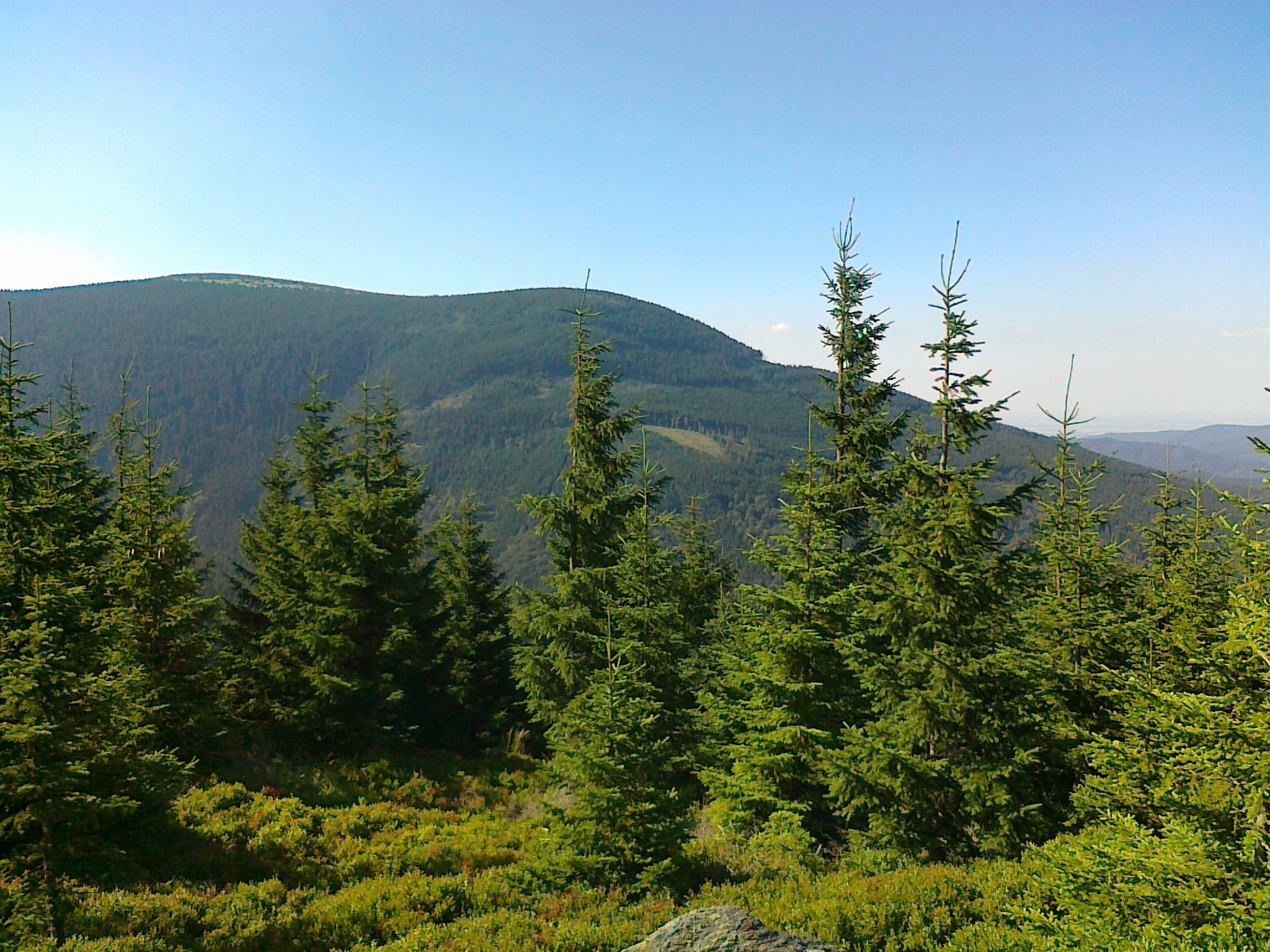
Žalostná (pohled z Točníku), 1352 m n. m.

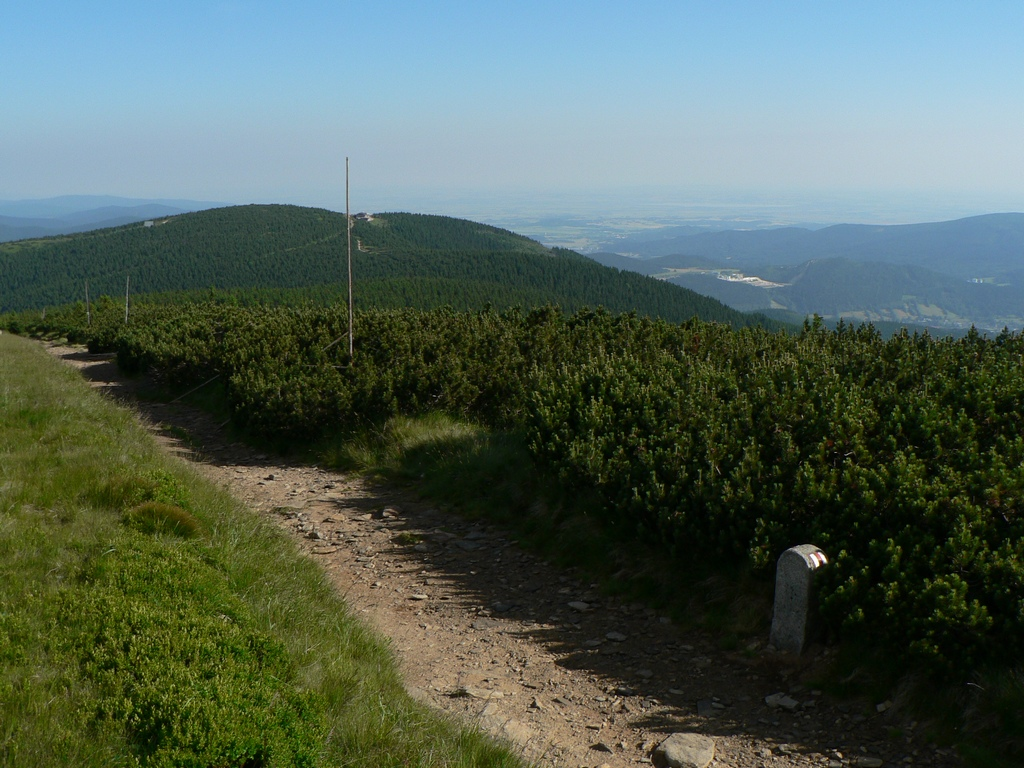
Šerák, 1351 m n. m.

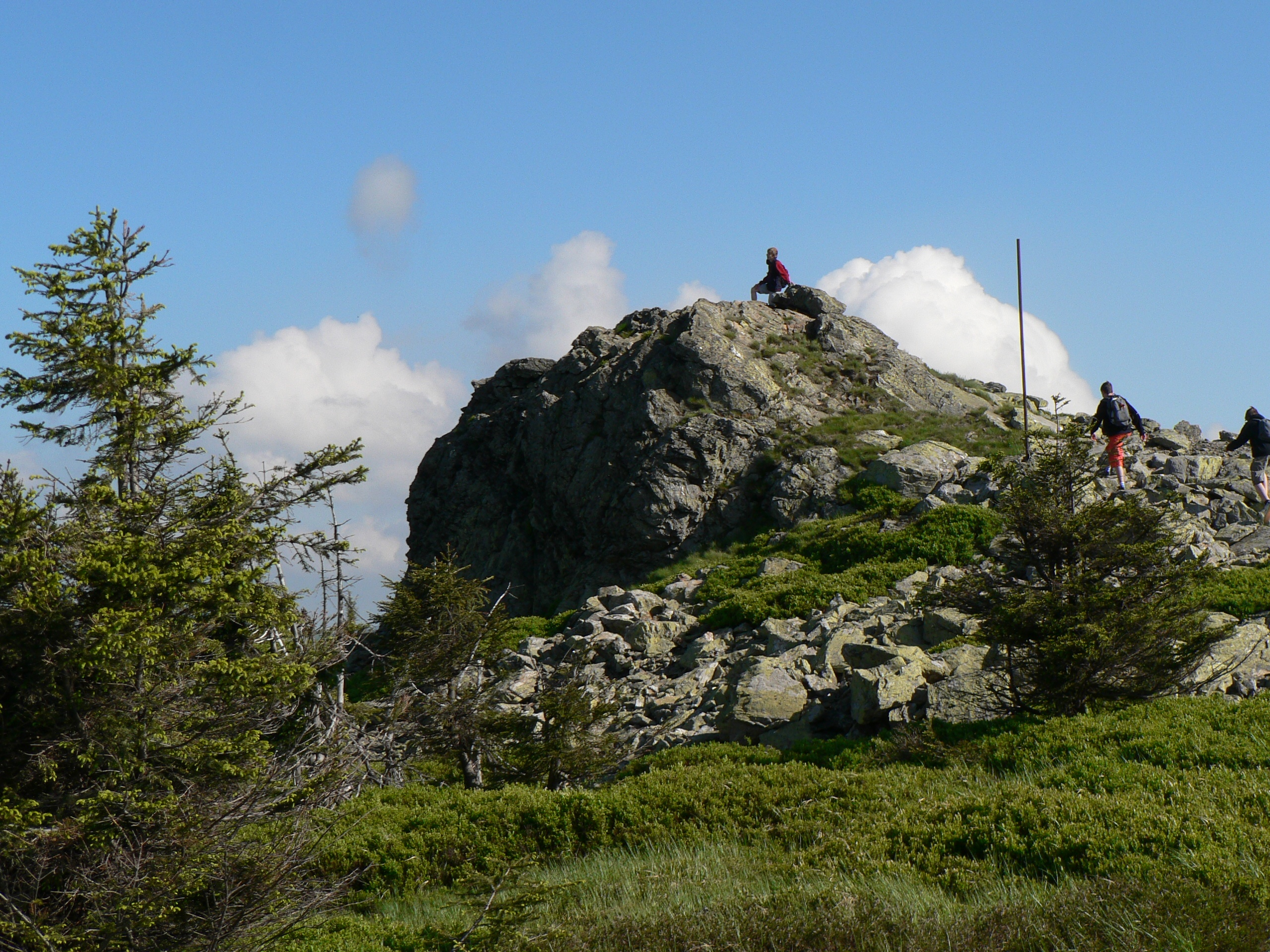
Pecny, 1334 m n. m.

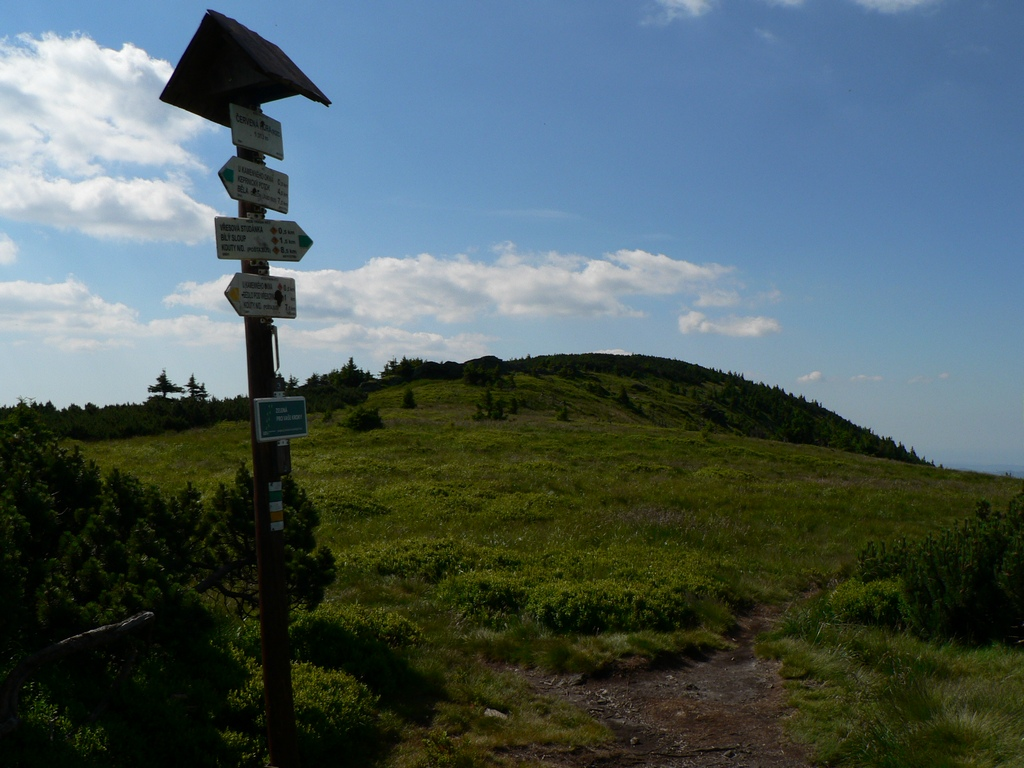
Červená hora, 1333 m n. m.

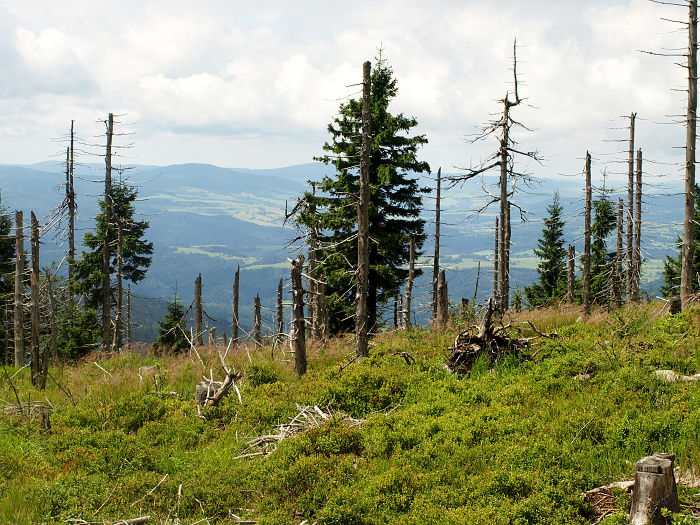
Černá stráň, 1237 m n. m.

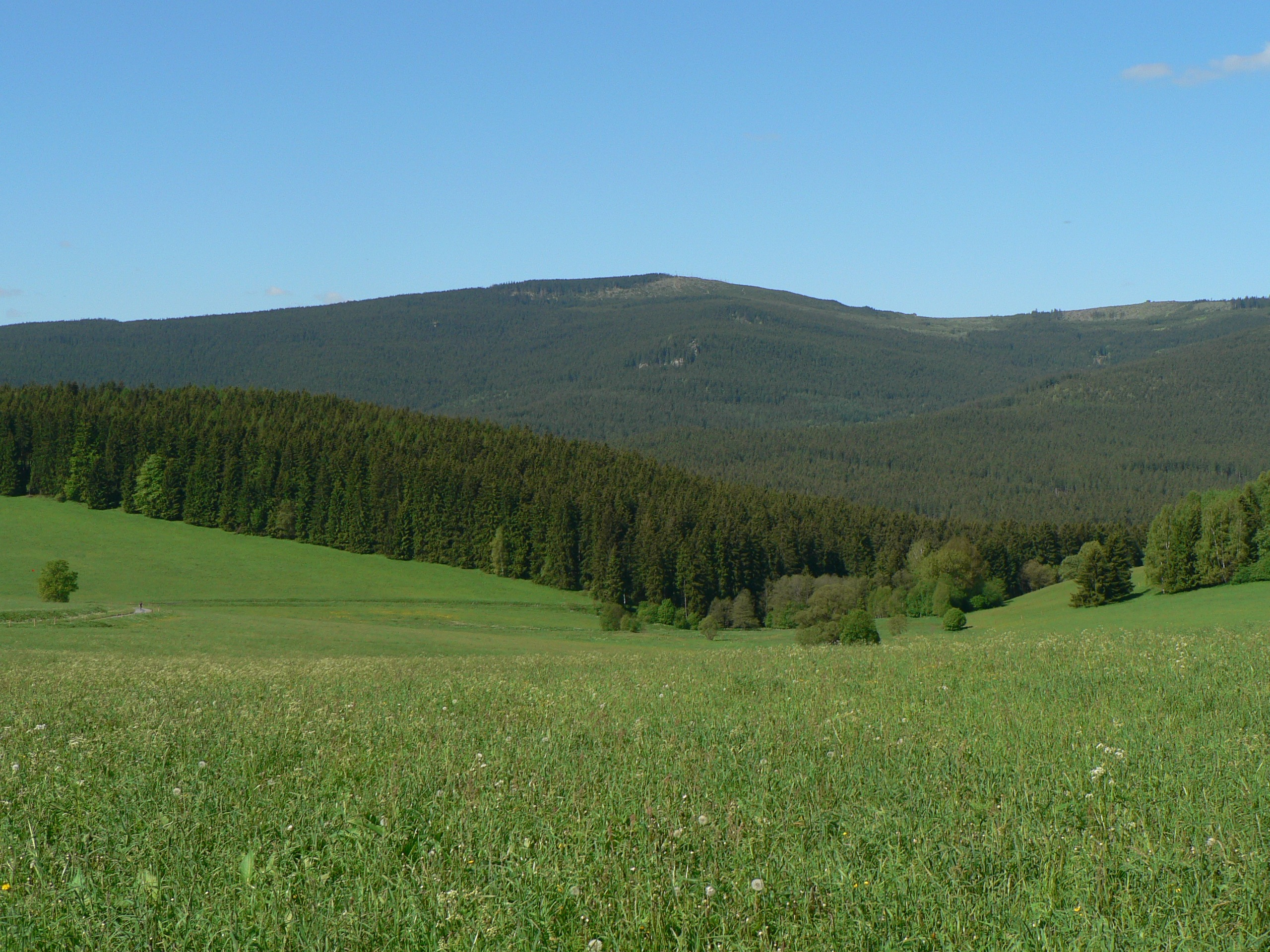
Medvědí vrch, 1216 m n. m.

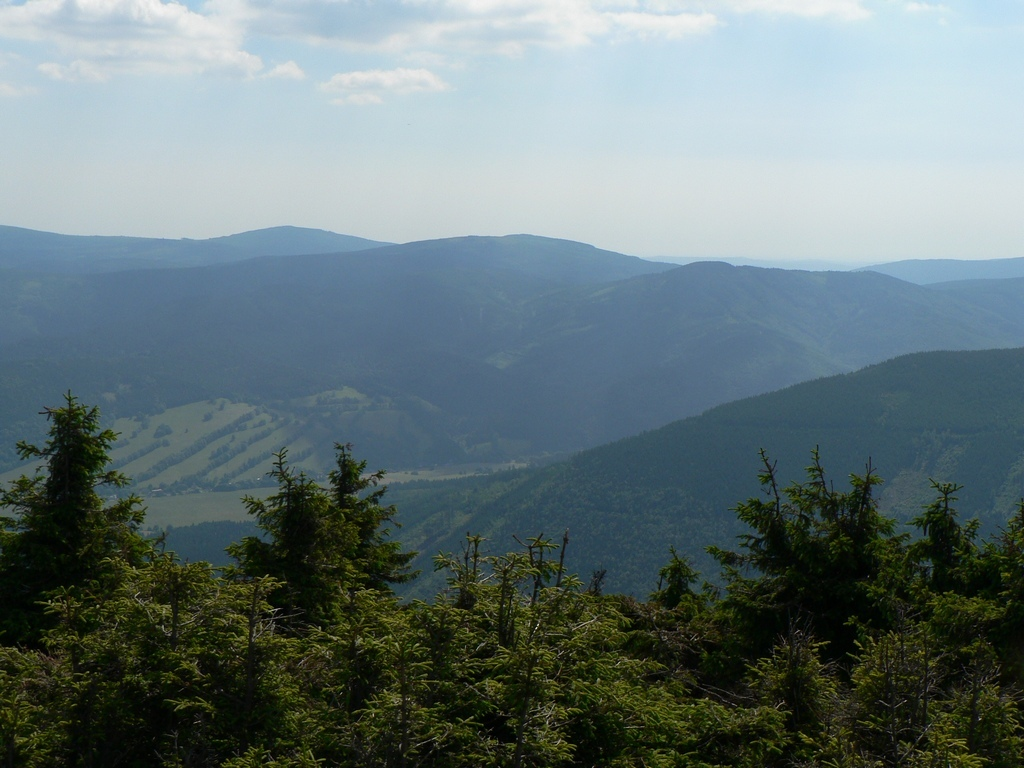
Jelení loučky, 1205 m n. m.

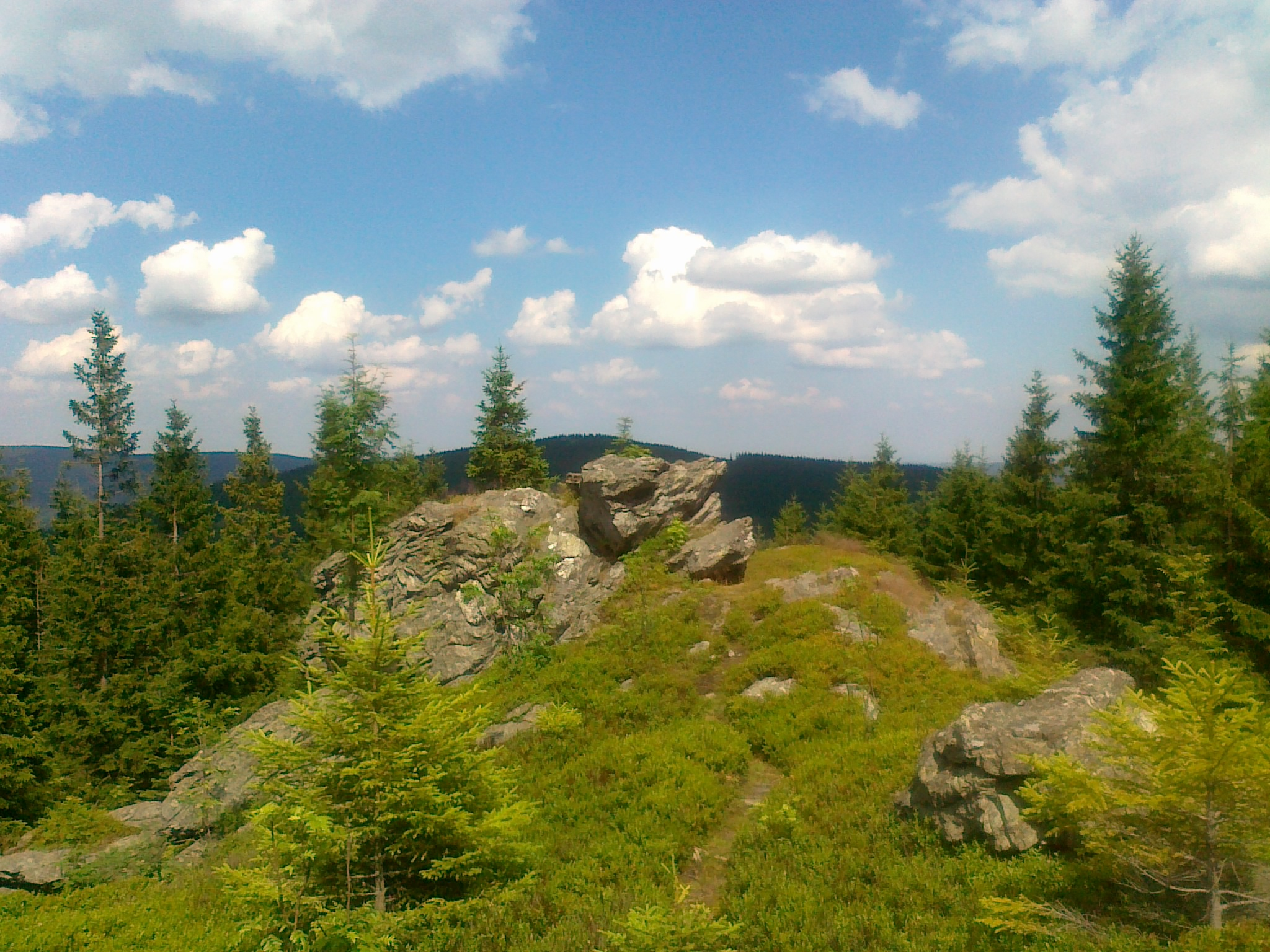
Lyra, 1099 m n. m.

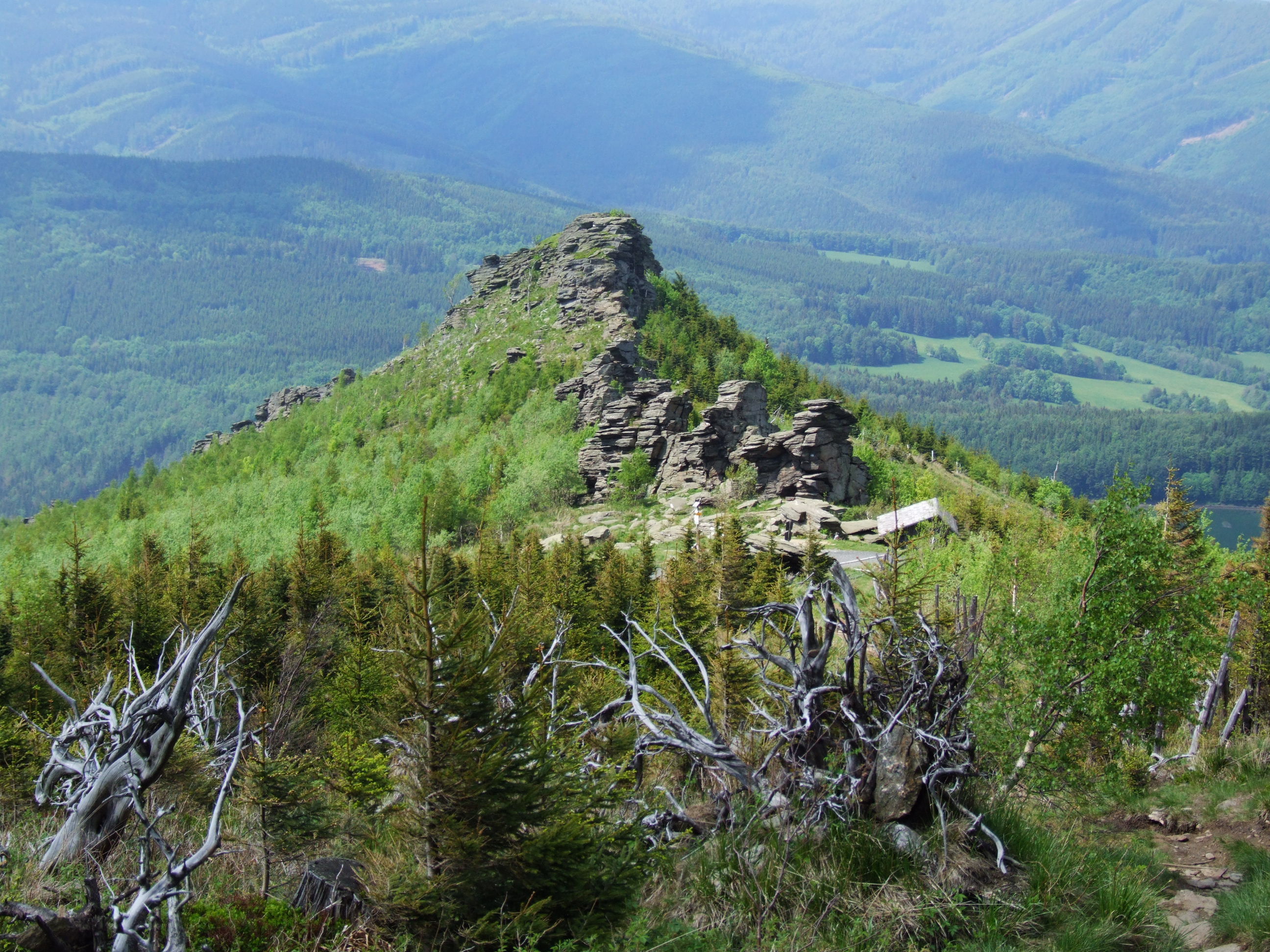
Obří skály, 1084 m n. m.

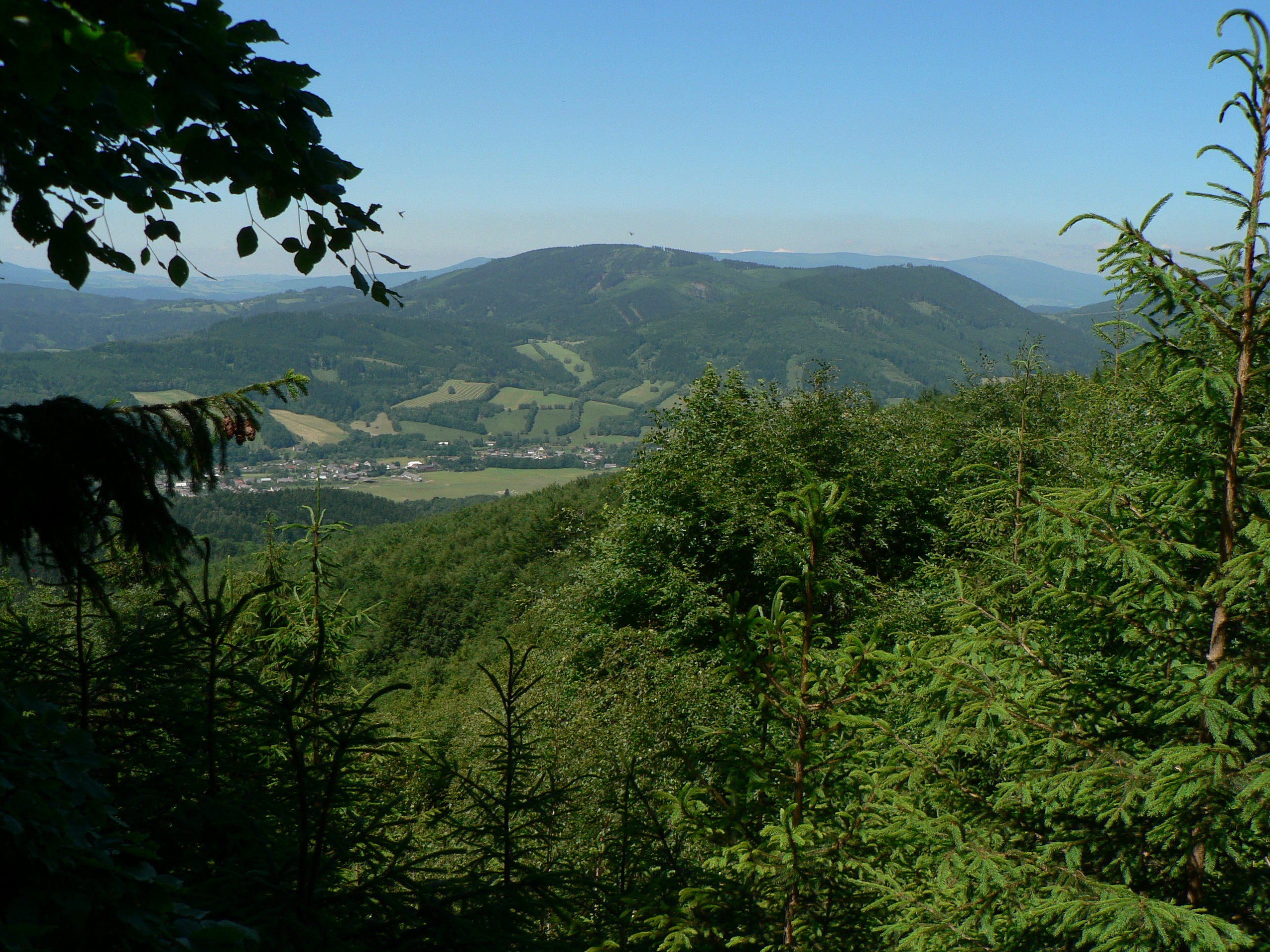
Ucháč, 1010 m n. m.

Seznam vrcholů v Hrubém Jeseníku zahrnuje všechny tisícovky (hory s nadmořskou výškou nad 1000 m) a všechny hory s prominencí (relativní výškou) nad 100 metrů v Hrubém Jeseníku. Seznam tisícovek a nejprominentnějších netisícovek vychází z údajů dostupných na základních topografických mapách ČR a z údajů dostupných na stránkách Tisicovky.cz. Jako hranice pohoří je uvažována hranice stejnojmenného geomorfologického celku.

## Seznam vrcholů podle výšky
Seznam vrcholů podle výšky obsahuje všechny jesenické tisícovky s prominencí alespoň 5 metrů. Celkem jich je 85 a téměř polovina se nachází v podcelku Pradědská hornatina, včetně nejvyššího Pradědu (1491 m n. m.), který dal celému podcelku jméno.
| #   | Vrchol                            | Výška m n. m. | Promi- nence | Izolace (km)            | Souřadnice                       | Hornatina |
| --- | --------------------------------- | ------------- | ------------ | ----------------------- | -------------------------------- | --------- |
| 01. | Praděd                            | 1491          | 983          | 128,0 → Sněžka          | 50°04′59″ s. š., 17°13′51″ v. d. | Pradědská |
| 02. | Vysoká hole                       | 1465          | 150          | 002,0 → Praděd          | 50°03′31″ s. š., 17°13′50″ v. d. | Pradědská |
| 03. | Petrovy kameny                    | 1447          | 015          | 000,3 → Vysoká hole     | 50°04′06″ s. š., 17°14′03″ v. d. | Pradědská |
| 04. | Keprník                           | 1423          | 410          | 012,0 → Praděd          | 50°10′15″ s. š., 17°06′59″ v. d. | Keprnická |
| 05. | Velký Máj                         | 1385          | 018          | 000,9 → Vysoká hole     | 50°02′46″ s. š., 17°12′43″ v. d. | Pradědská |
| 06. | Vozka                             | 1377          | 072          | 001,9 → Keprník         | 50°09′11″ s. š., 17°06′31″ v. d. | Keprnická |
| 07. | Malý Děd                          | 1369          | 028          | 001,1 → Praděd          | 50°06′05″ s. š., 17°13′16″ v. d. | Pradědská |
| 08. | Jelení hřbet                      | 1367          | 040          | 000,8 → Velký Máj       | 50°02′21″ s. š., 17°12′02″ v. d. | Pradědská |
| 09. | Břidličná hora                    | 1358          | 053          | 001,0 → Jelení hřbet    | 50°01′59″ s. š., 17°11′14″ v. d. | Pradědská |
| 10. | Dlouhé stráně                     | 1354          | 169          | 004,0 → Praděd          | 50°04′17″ s. š., 17°09′24″ v. d. | Pradědská |
| 11. | Žalostná                          | 1352          | 006          | 000,2 → Keprník         | 50°10′18″ s. š., 17°07′40″ v. d. | Keprnická |
| 12. | Šerák                             | 1351          | 066          | 001,3 → Keprník         | 50°11′12″ s. š., 17°06′25″ v. d. | Keprnická |
| 13. | Mravenečník                       | 1344          | 039          | 000,8 → Dlouhé stráně   | 50°04′17″ s. š., 17°08′43″ v. d. | Pradědská |
| 14. | Vřesník                           | 1343          | 028          | 000,6 → Dlouhé stráně   | 50°04′02″ s. š., 17°09′52″ v. d. | Pradědská |
| 15. | Pecny                             | 1334          | 031          | 000,8 → Břidličná hora  | 50°01′06″ s. š., 17°10′49″ v. d. | Pradědská |
| 16. | Červená hora                      | 1333          | 128          | 002,0 → Vozka           | 50°08′39″ s. š., 17°08′10″ v. d. | Keprnická |
| 17. | Spálený vrch SV                   | 1313          | 016          | 000,5 → Vozka           | 50°08′45″ s. š., 17°06′56″ v. d. | Keprnická |
| 18. | Spálený vrch                      | 1313          | 005          | 000,4 → Spálený vrch SV | 50°08′38″ s. š., 17°06′40″ v. d. | Keprnická |
| 19. | Velký Jezerník                    | 1309          | 011          | 000,4 → Malý Děd        | 50°06′10″ s. š., 17°12′23″ v. d. | Pradědská |
| 20. | Zámčisko S                        | 1264          | 015          | 000,1 → Velký Máj       | 50°03′18″ s. š., 17°12′33″ v. d. | Pradědská |
| 21. | Temná                             | 1264          | 059          | 000,8 → Vysoká hole     | 50°03′16″ s. š., 17°15′34″ v. d. | Pradědská |
| 22. | Medvědí hřbet                     | 1261          | 036          | 000,6 → Velký Jezerník  | 50°05′25″ s. š., 17°11′37″ v. d. | Pradědská |
| 23. | Velká Jezerná                     | 1249          | 026          | 000,6 → Dlouhé stráně   | 50°04′05″ s. š., 17°11′03″ v. d. | Pradědská |
| 24. | Černá stráň                       | 1237          | 212          | 003,0 → Spálený vrch    | 50°07′18″ s. š., 17°04′40″ v. d. | Keprnická |
| 25. | Ostrý vrch                        | 1230          | 034          | 000,7 → Praděd          | 50°04′57″ s. š., 17°15′58″ v. d. | Pradědská |
| 26. | Medvědí vrch                      | 1216          | 286          | 008,0 → Malý Děd        | 50°09′35″ s. š., 17°18′43″ v. d. | Medvědská |
| 27. | Jelenka                           | 1214          | 011          | 000,6 → Jelení hřbet    | 50°01′31″ s. š., 17°12′27″ v. d. | Pradědská |
| 28. | Homole                            | 1209          | 024          | 000,7 → Dlouhé stráně   | 50°03′17″ s. š., 17°10′15″ v. d. | Pradědská |
| 29. | Malý Jezerník                     | 1208          | 008          | 000,5 → Velký Jezerník  | 50°06′27″ s. š., 17°11′32″ v. d. | Pradědská |
| 30. | Jelení loučky                     | 1205          | 220          | 003,5 → Medvědí vrch    | 50°08′46″ s. š., 17°15′58″ v. d. | Medvědská |
| 31. | Orlík                             | 1204          | 089          | 002,0 → Medvědí vrch    | 50°10′35″ s. š., 17°17′57″ v. d. | Medvědská |
| 32. | Malé loučky (býv. Černý vrch)     | 1203          | 024          | 000,7 → Jelení loučky   | 50°08′40″ s. š., 17°16′38″ v. d. | Medvědská |
| 33. | Hubertka                          | 1198          | 009          | 000,4 → Velký Máj       | 50°03′15″ s. š., 17°11′37″ v. d. | Pradědská |
| 34. | Medvědí vrch JV                   | 1195          | 009          | 000,2 → Medvědí vrch    | 50°09′27″ s. š., 17°18′58″ v. d. | Medvědská |
| 35. | Sokol                             | 1187          | 022          | 000,6 → Praděd          | 50°05′41″ s. š., 17°14′56″ v. d. | Pradědská |
| 36. | Malý Máj SZ                       | 1186          | 027          | 000,5 → Vysoká hole     | 50°02′32″ s. š., 17°14′31″ v. d. | Pradědská |
| 37. | Ostružná                          | 1184          | 081          | 002,1 → Břidličná hora  | 50°00′05″ s. š., 17°12′35″ v. d. | Pradědská |
| 38. | Klínová hora                      | 1179          | 011          | 000,3 → Spálený vrch    | 50°08′12″ s. š., 17°06′29″ v. d. | Keprnická |
| 39. | Velký Klín                        | 1177          | 096          | 002,6 → Malý Jezerník   | 50°07′54″ s. š., 17°10′50″ v. d. | Pradědská |
| 40. | Kamzičí vrch                      | 1173          | 005          | 000,3 → Malý Děd        | 50°06′17″ s. š., 17°14′13″ v. d. | Pradědská |
| 41. | Výrovka                           | 1168          | 055          | 001,0 → Malý Jezerník   | 50°06′59″ s. š., 17°10′41″ v. d. | Pradědská |
| 42. | Velký Klínovec                    | 1167          | 047          | 001,1 → Výrovka         | 50°07′08″ s. š., 17°09′47″ v. d. | Pradědská |
| 43. | Medvědí hora                      | 1167          | 010          | 000,5 → Mravenečník     | 50°04′18″ s. š., 17°08′43″ v. d. | Pradědská |
| 44. | Prostřední vrch                   | 1153          | 005          | 000,2 → Praděd          | 50°05′20″ s. š., 17°15′55″ v. d. | Pradědská |
| 45. | Točník                            | 1145          | 005          | 000,1 → Červená hora    | 50°09′18″ s. š., 17°08′48″ v. d. | Keprnická |
| 46. | Lysý vrch                         | 1128          | 123          | 001,9 → Jelení loučky   | 50°08′16″ s. š., 17°14′09″ v. d. | Medvědská |
| 47. | Polom                             | 1128          | 016          | 000,8 → Vozka           | 50°08′30″ s. š., 17°05′21″ v. d. | Keprnická |
| 48. | Šindelná hora                     | 1126          | 021          | 000,5 → Červená hora    | 50°07′41″ s. š., 17°07′58″ v. d. | Keprnická |
| 49. | Tupý vrch                         | 1123          | 028          | 000,4 → Dlouhé stráně   | 50°05′16″ s. š., 17°10′14″ v. d. | Pradědská |
| 50. | Medvědí louka                     | 1111          | 016          | 000,6 → Orlík           | 50°09′53″ s. š., 17°17′34″ v. d. | Medvědská |
| 51. | Černava                           | 1103          | 038          | 000,5 → Šerák           | 50°10′45″ s. š., 17°04′46″ v. d. | Keprnická |
| 52. | Žárový vrch                       | 1101          | 150          | 003,6 → Ostrý vrch      | 50°06′32″ s. š., 17°18′39″ v. d. | Medvědská |
| 53. | Malý Klín                         | 1101          | 010          | 000,4 → Malý Jezerník   | 50°07′07″ s. š., 17°11′43″ v. d. | Pradědská |
| 54. | Lyra                              | 1099          | 048          | 001,7 → Ostrý vrch      | 50°05′50″ s. š., 17°17′30″ v. d. | Medvědská |
| 55. | Lyra J                            | 1097          | 010          | 000,6 → Lyra            | 50°05′30″ s. š., 17°17′27″ v. d. | Medvědská |
| 56. | Velký Klín JZ                     | 1092          | 009          | 000,2 → Velký Klín      | 50°07′37″ s. š., 17°10′30″ v. d. | Pradědská |
| 57. | Karliny kameny                    | 1091          | 036          | 000,5 → Malé loučky     | 50°08′28″ s. š., 17°17′37″ v. d. | Medvědská |
| 58. | Obří skály                        | 1084          | 020          | 000,2 → Šerák           | 50°11′53″ s. š., 17°06′06″ v. d. | Keprnická |
| 59. | Javorový vrch (býv. Osikový vrch) | 1079          | 074          | 001,3 → Lysý vrch       | 50°07′16″ s. š., 17°14′52″ v. d. | Medvědská |
| 60. | Ztracený vrch                     | 1078          | 025          | 000,6 → Jelení loučky   | 50°08′49″ s. š., 17°14′33″ v. d. | Medvědská |
| 61. | Šumný                             | 1075          | 014          | 000,2 → Šerák           | 50°11′22″ s. š., 17°07′45″ v. d. | Keprnická |
| 62. | Nad soutokem                      | 1060          | 018          | 000,2 → Vysoká hole     | 50°03′48″ s. š., 17°12′21″ v. d. | Pradědská |
| 63. | Hřbety                            | 1058          | 045          | 000,7 → Malý Jezerník   | 50°06′07″ s. š., 17°10′04″ v. d. | Pradědská |
| 64. | Šindelná hora JZ                  | 1057          | 015          | 000,4 → Šindelná hora   | 50°07′10″ s. š., 17°07′37″ v. d. | Keprnická |
| 65. | Hradečná                          | 1057          | 042          | 000,7 → Vysoká hole     | 50°04′07″ s. š., 17°17′28″ v. d. | Pradědská |
| 66. | Orlík Z                           | 1056          | 012          | 000,9 → Orlík           | 50°10′51″ s. š., 17°16′32″ v. d. | Medvědská |
| 67. | Velké Bradlo                      | 1051          | 026          | 000,8 → Orlík           | 50°10′21″ s. š., 17°16′31″ v. d. | Medvědská |
| 68. | Nad Petrovkou                     | 1050          | 012          | 000,3 → Malý Jezerník   | 50°06′13″ s. š., 17°10′18″ v. d. | Pradědská |
| 69. | Troják                            | 1050          | 045          | 000,8 → Vozka           | 50°09′22″ s. š., 17°03′59″ v. d. | Keprnická |
| 70. | Černá stráň S                     | 1047          | 010          | 000,4 → Černá stráň     | 50°08′10″ s. š., 17°04′30″ v. d. | Keprnická |
| 71. | Stará hora                        | 1045          | 007          | 000,3 → Orlík           | 50°11′15″ s. š., 17°18′43″ v. d. | Medvědská |
| 72. | Žárový vrch SV                    | 1045          | 026          | 000,5 → Žárový vrch     | 50°06′55″ s. š., 17°19′03″ v. d. | Medvědská |
| 73. | Hnědý vrch (býv. Malé Bradlo)     | 1044          | 047          | 001,3 → Jelení loučky   | 50°10′07″ s. š., 17°14′54″ v. d. | Medvědská |
| 74. | Velké Bradlo Z                    | 1041          | 007          | 000,4 → Velké Bradlo    | 50°10′29″ s. š., 17°16′05″ v. d. | Medvědská |
| 75. | Pytlák                            | 1040          | 025          | 000,6 → Medvědí vrch    | 50°08′37″ s. š., 17°19′55″ v. d. | Medvědská |
| 76. | Vysoká hora                       | 1031          | 178          | 002,8 → Žárový vrch     | 50°05′51″ s. š., 17°21′07″ v. d. | Medvědská |
| 77. | Pytlácké kameny (býv. Plošina)    | 1027          | 022          | 000,3 → Žárový vrch SV  | 50°06′56″ s. š., 17°19′27″ v. d. | Medvědská |
| 78. | Srnčí vrch                        | 1026          | 021          | 000,4 → Orlík           | 50°11′01″ s. š., 17°16′08″ v. d. | Medvědská |
| 79. | Soukenná                          | 1026          | 005          | 000,4 → Jelenka         | 50°00′36″ s. š., 17°14′27″ v. d. | Pradědská |
| 80. | Ostruha                           | 1023          | 027          | 001,0 → Medvědí louka   | 50°10′02″ s. š., 17°15′58″ v. d. | Medvědská |
| 81. | Ostruha JV                        | 1022          | 013          | 000,5 → Ostruha         | 50°09′51″ s. š., 17°16′17″ v. d. | Medvědská |
| 82. | Kopřivná                          | 1019          | 011          | 000,6 → Temná           | 50°02′20″ s. š., 17°16′57″ v. d. | Pradědská |
| 83. | Zaječí hora                       | 1012          | 027          | 000,6 → Jelení loučky Z | 50°09′13″ s. š., 17°13′56″ v. d. | Medvědská |
| 84. | Žárový vrch JZ                    | 1012          | 015          | 000,1 → Žárový vrch     | 50°06′16″ s. š., 17°18′19″ v. d. | Medvědská |
| 85. | Ucháč                             | 1010          | 244          | 003,0 → Černá stráň     | 50°05′35″ s. š., 17°02′53″ v. d. | Keprnická |

## Seznam vrcholů podle prominence
Seznam vrcholů podle prominence obsahuje všechny hory a kopce Hrubého Jeseníku s prominencí (relativní výškou) nad 100 metrů, bez ohledu na nadmořskou výšku. Celkem jich je 15, nejprominentnějším vrcholem je nejvyšší Praděd (prominence 983 m, 2. nejprominentnější česká hora), následován nejvyššími horami zbývajících podcelků – Keprníkem a Medvědím vrchem. Nejvíc hor s prominencí nad 100 metrů je v nejnižší Medvědské hornatině.
| #   | Vrchol        | Výška m n. m. | Promi- nence | Izolace (km)          | Souřadnice                       | Hornatina |
| --- | ------------- | ------------- | ------------ | --------------------- | -------------------------------- | --------- |
| 01. | Praděd        | 1491          | 983          | 128,0 → Sněžka        | 50°04′59″ s. š., 17°13′51″ v. d. | Pradědská |
| 02. | Keprník       | 1423          | 410          | 012,0 → Praděd        | 50°10′15″ s. š., 17°06′59″ v. d. | Keprnická |
| 03. | Medvědí vrch  | 1216          | 286          | 008,0 → Malý Děd      | 50°09′35″ s. š., 17°18′43″ v. d. | Medvědská |
| 04. | Ucháč         | 1010          | 244          | 003,0 → Černá stráň   | 50°05′35″ s. š., 17°02′53″ v. d. | Keprnická |
| 05. | Jelení loučky | 1205          | 220          | 003,5 → Medvědí vrch  | 50°08′46″ s. š., 17°15′58″ v. d. | Medvědská |
| 06. | Černá stráň   | 1237          | 212          | 003,0 → Spálený vrch  | 50°07′18″ s. š., 17°04′40″ v. d. | Keprnická |
| 07. | Vysoká hora   | 1031          | 178          | 002,8 → Žárový vrch   | 50°05′51″ s. š., 17°21′07″ v. d. | Medvědská |
| 08. | Dlouhé stráně | 1354          | 169          | 004,0 → Praděd        | 50°04′17″ s. š., 17°09′24″ v. d. | Pradědská |
| 09. | Vysoká hole   | 1465          | 150          | 002,0 → Praděd        | 50°03′31″ s. š., 17°13′50″ v. d. | Pradědská |
| 10. | Žárový vrch   | 1101          | 150          | 003,6 → Ostrý vrch    | 50°06′32″ s. š., 17°18′39″ v. d. | Medvědská |
| 11. | Rudná hora    | 0917          | 148          | 001,5 → Mravenečník   | 50°02′47″ s. š., 17°06′58″ v. d. | Pradědská |
| 12. | Červená hora  | 1333          | 128          | 002,0 → Vozka         | 50°08′39″ s. š., 17°08′10″ v. d. | Keprnická |
| 13. | Lysý vrch     | 1128          | 123          | 001,9 → Jelení loučky | 50°08′16″ s. š., 17°14′09″ v. d. | Medvědská |
| 14. | Ovčí vrch     | 0967          | 108          | 002,5 → Hradečná      | 50°04′22″ s. š., 17°19′51″ v. d. | Medvědská |
| 15. | Kluč          | 0893          | 103          | 001,1 → Mravenečník   | 50°03′31″ s. š., 17°06′31″ v. d. | Pradědská |

## Seznam ultratisícovek
Ultratisícovky jsou hory s nadmořskou výškou alespoň 1000 metrů, prominencí (převýšením od klíčového sedla) alespoň 100 metrů a izolací alespoň 1 km. Jsou tedy průnikem nejvyšších a nejprominentnějších hor. V Hrubém Jeseníku je mezi 85 tisícovkami 12 ultratisícovek a téměř polovina z nich se nachází v Medvědské hornatině.
| #   | Vrchol        | Výška m n. m. | Promi- nence | Izolace (km)          | Souřadnice                       | Hornatina |
| --- | ------------- | ------------- | ------------ | --------------------- | -------------------------------- | --------- |
| 01. | Praděd        | 1491          | 983          | 128,0 → Sněžka        | 50°04′59″ s. š., 17°13′51″ v. d. | Pradědská |
| 02. | Keprník       | 1423          | 410          | 012,0 → Praděd        | 50°10′15″ s. š., 17°06′59″ v. d. | Keprnická |
| 03. | Medvědí vrch  | 1216          | 286          | 008,0 → Malý Děd      | 50°09′35″ s. š., 17°18′43″ v. d. | Medvědská |
| 04. | Ucháč         | 1010          | 244          | 003,0 → Černá stráň   | 50°05′35″ s. š., 17°02′53″ v. d. | Keprnická |
| 05. | Jelení loučky | 1205          | 220          | 003,5 → Medvědí vrch  | 50°08′46″ s. š., 17°15′58″ v. d. | Medvědská |
| 06. | Černá stráň   | 1237          | 212          | 003,0 → Spálený vrch  | 50°07′18″ s. š., 17°04′40″ v. d. | Keprnická |
| 07. | Vysoká hora   | 1031          | 178          | 002,8 → Žárový vrch   | 50°05′51″ s. š., 17°21′07″ v. d. | Medvědská |
| 08. | Dlouhé stráně | 1354          | 169          | 004,0 → Praděd        | 50°04′17″ s. š., 17°09′24″ v. d. | Pradědská |
| 09. | Vysoká hole   | 1465          | 150          | 002,0 → Praděd        | 50°03′31″ s. š., 17°13′50″ v. d. | Pradědská |
| 10. | Žárový vrch   | 1101          | 150          | 003,6 → Ostrý vrch    | 50°06′32″ s. š., 17°18′39″ v. d. | Medvědská |
| 11. | Červená hora  | 1333          | 128          | 002,0 → Vozka         | 50°08′39″ s. š., 17°08′10″ v. d. | Keprnická |
| 12. | Lysý vrch     | 1128          | 123          | 001,9 → Jelení loučky | 50°08′16″ s. š., 17°14′09″ v. d. | Medvědská |